# المسجد السلطاني (بروجرد)
المسجد السلطاني في بروجرد، هو مسجد كبير في محافظة لرستان، غرب إيران. تم بناء هذا المسجد في عهد القاجاريين.

## معرض الصور

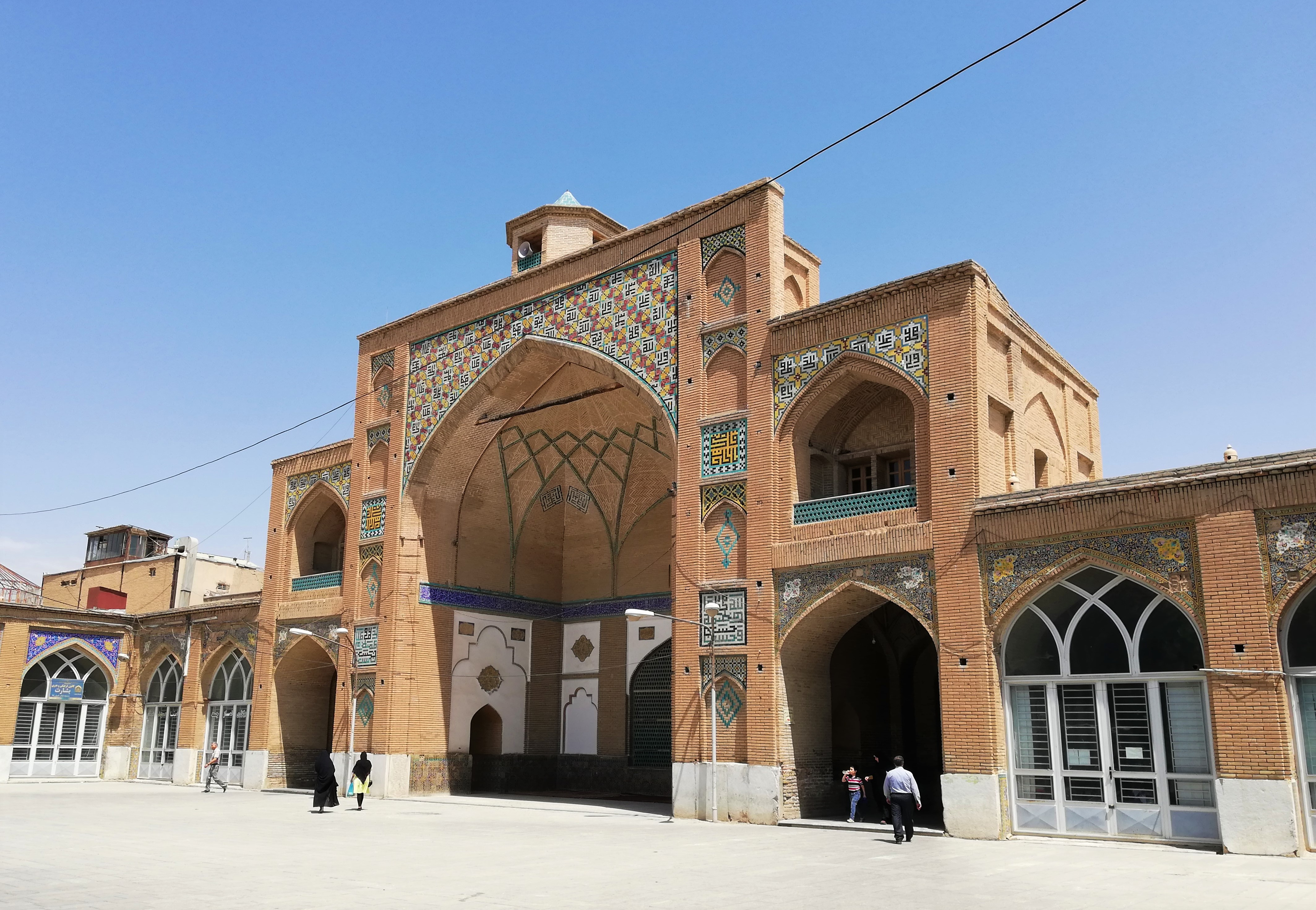
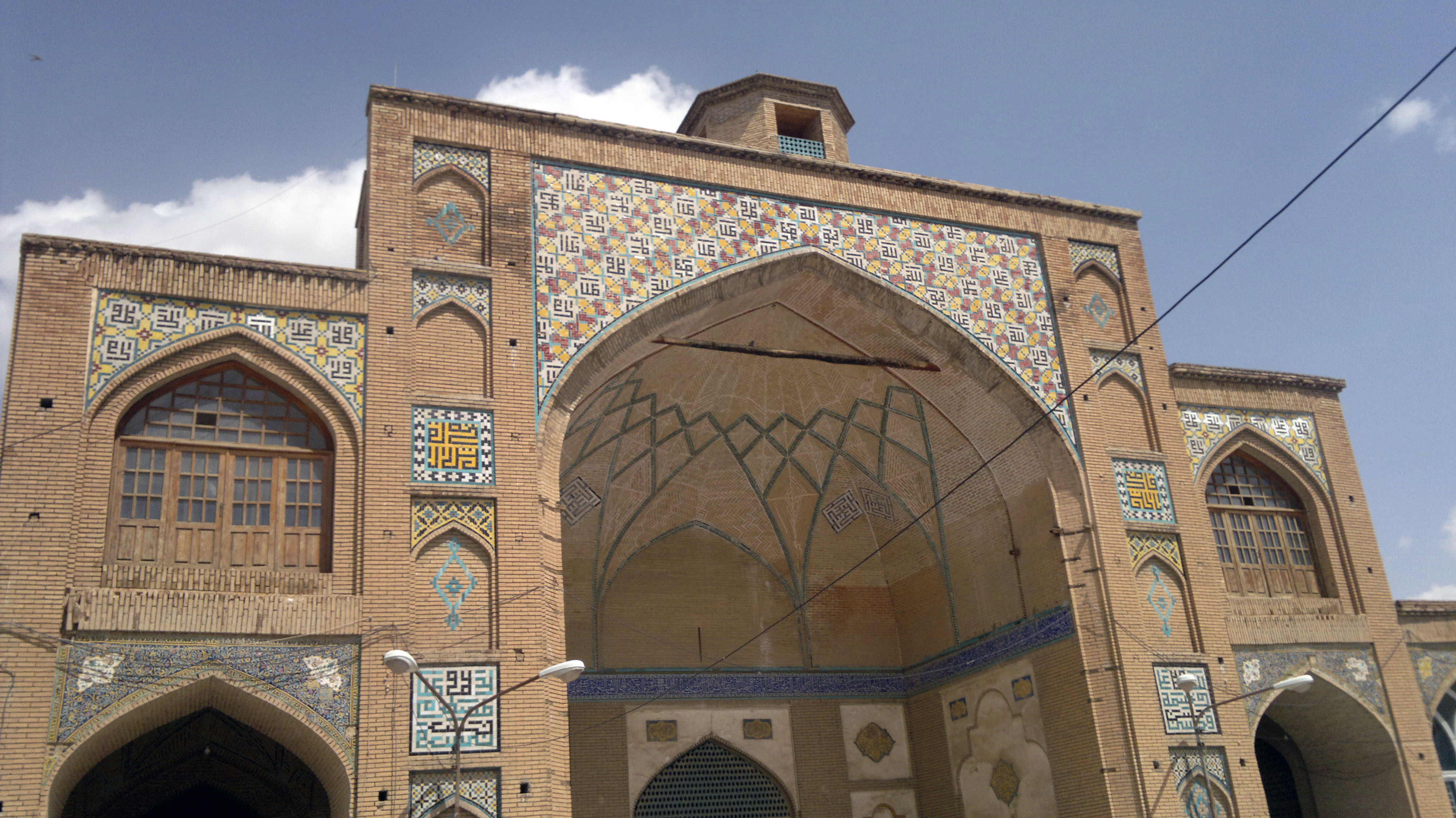
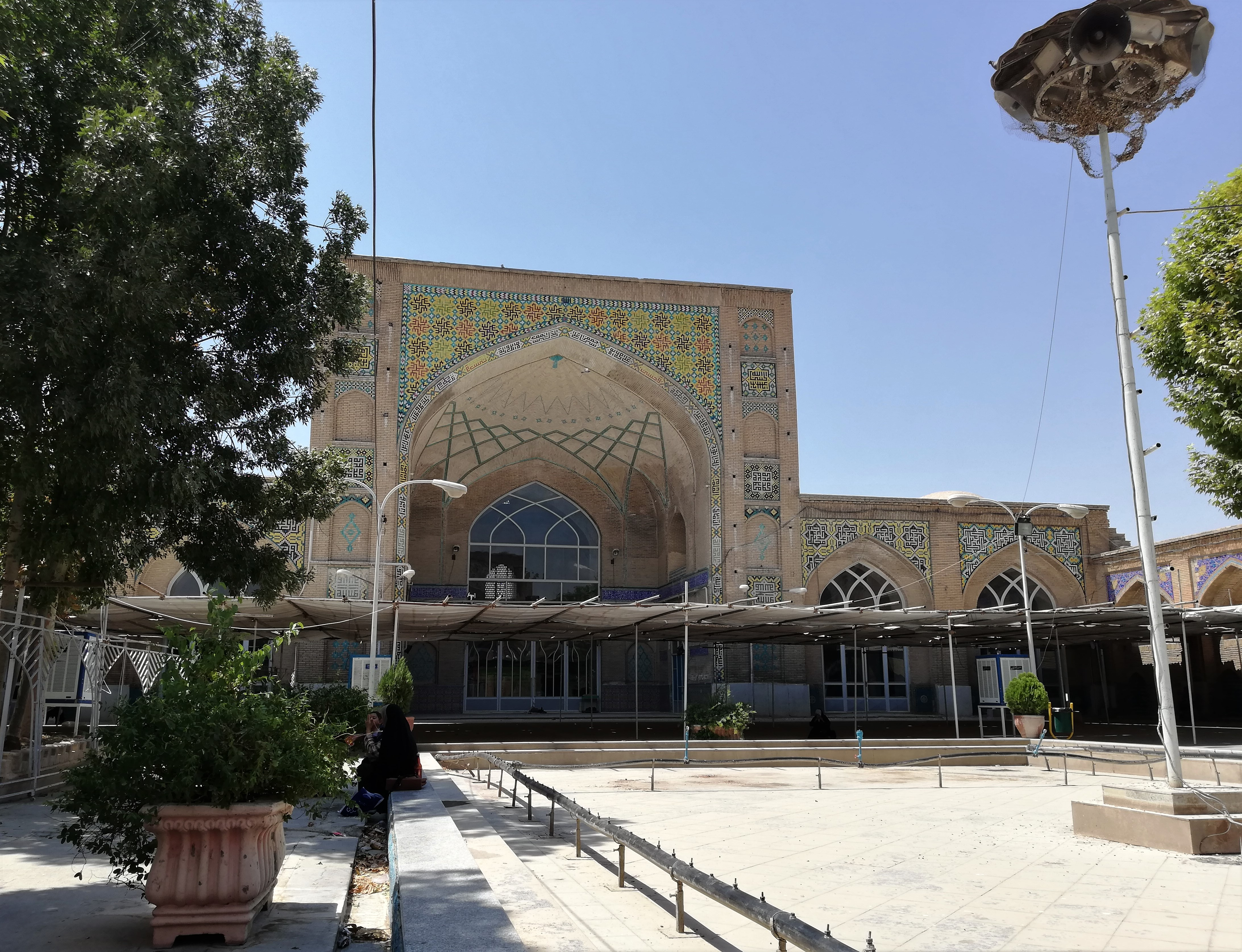
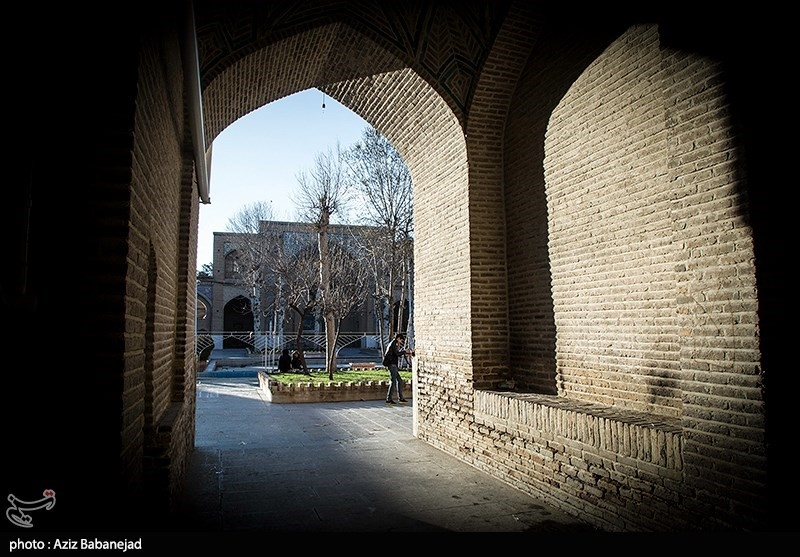
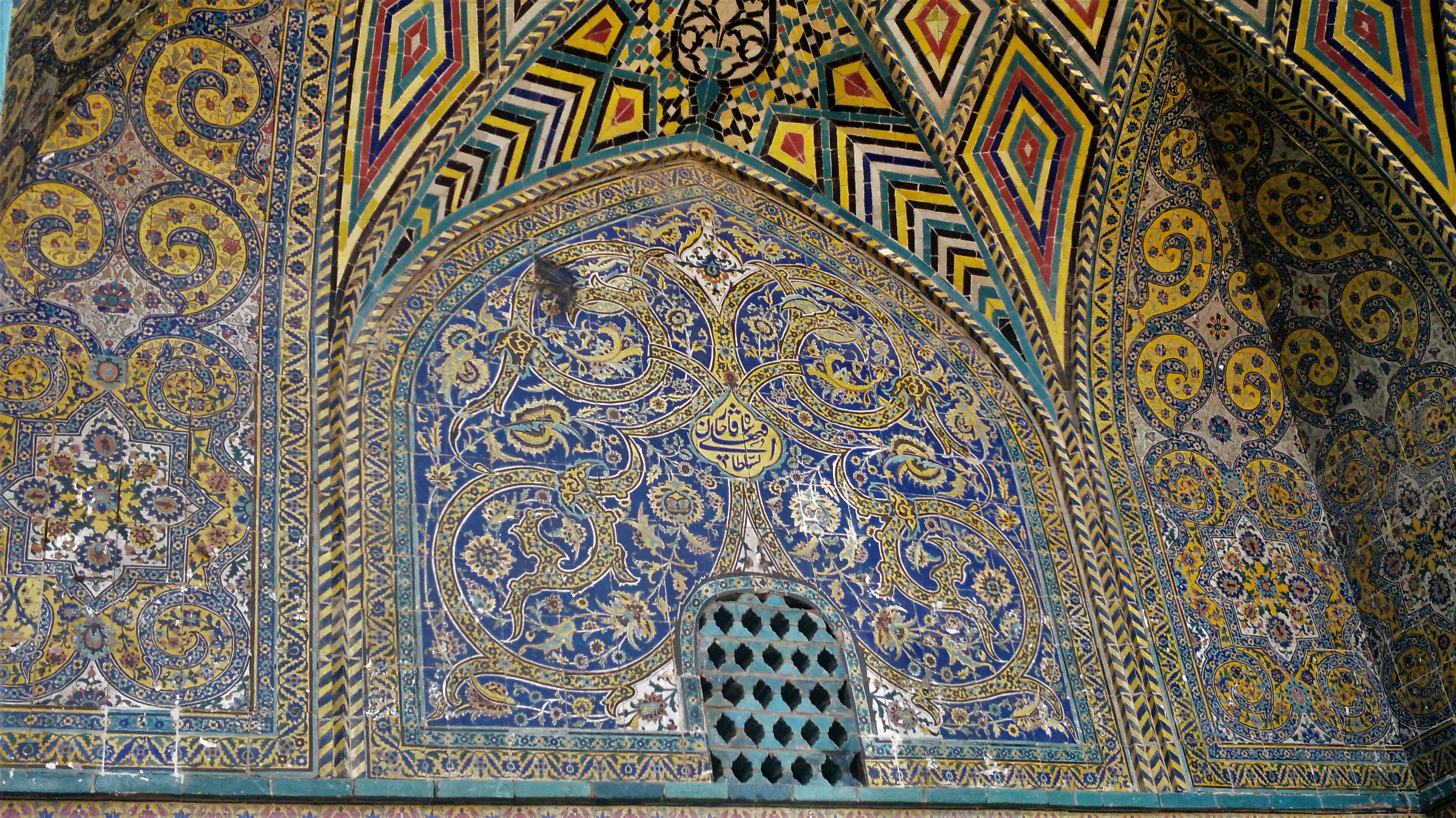
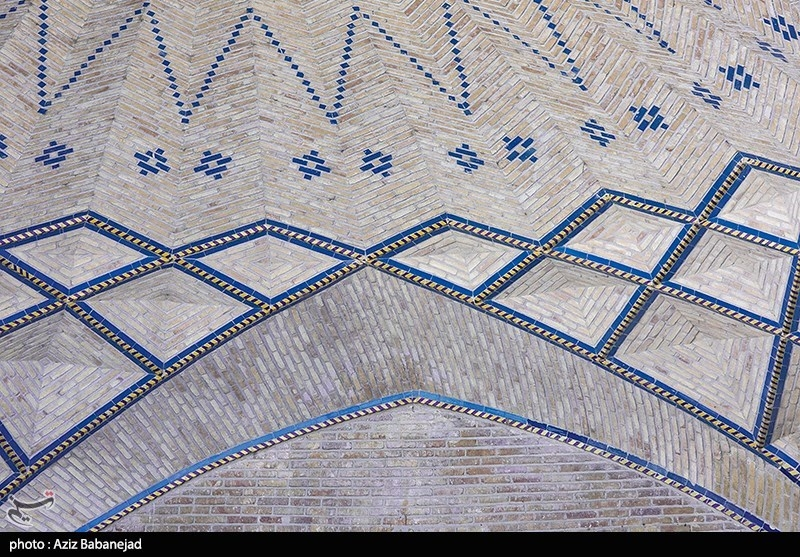
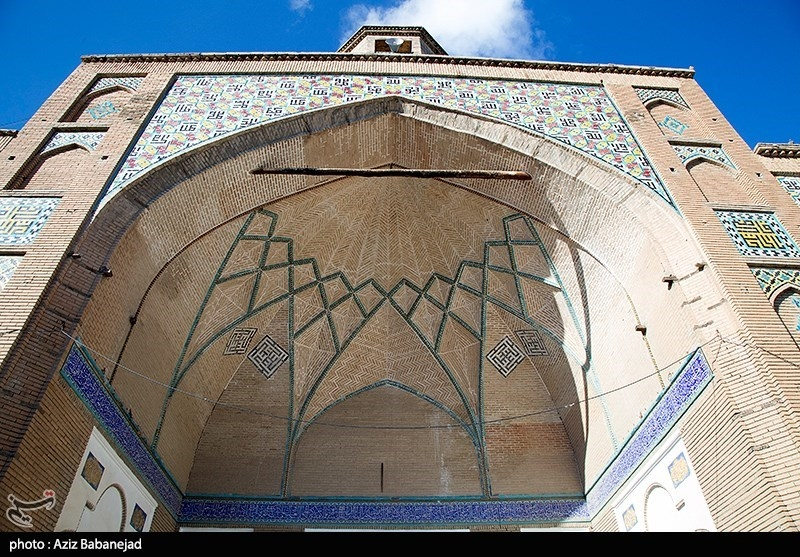
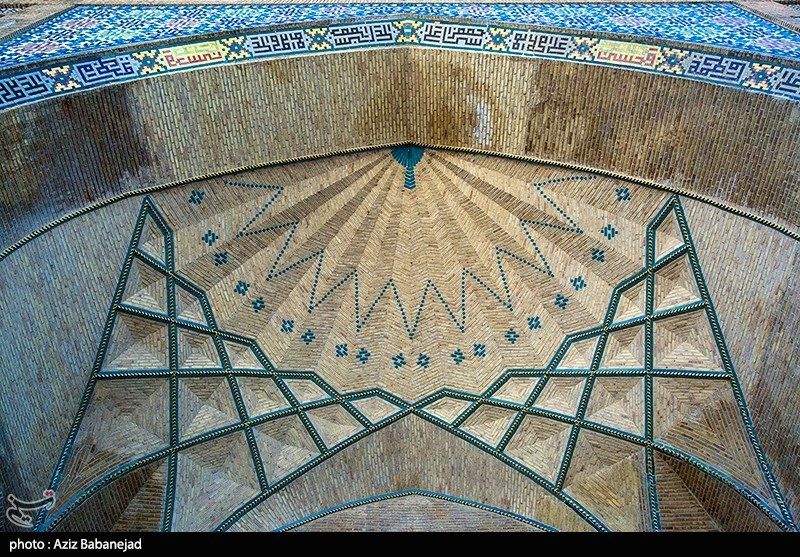